# Chiesa di San Pedro de la Rua
La chiesa di San Pedro de la Rua, in spagnolo Iglesia de San Pedro de la Rúa, è un luogo di culto cattolico a Estella nella comunità autonoma di Navarra sul Camino Francés, uno dei rami del Cammino di Santiago di Compostela. La chiesa risale al XII secolo ed è la più antica della città.

## Storia

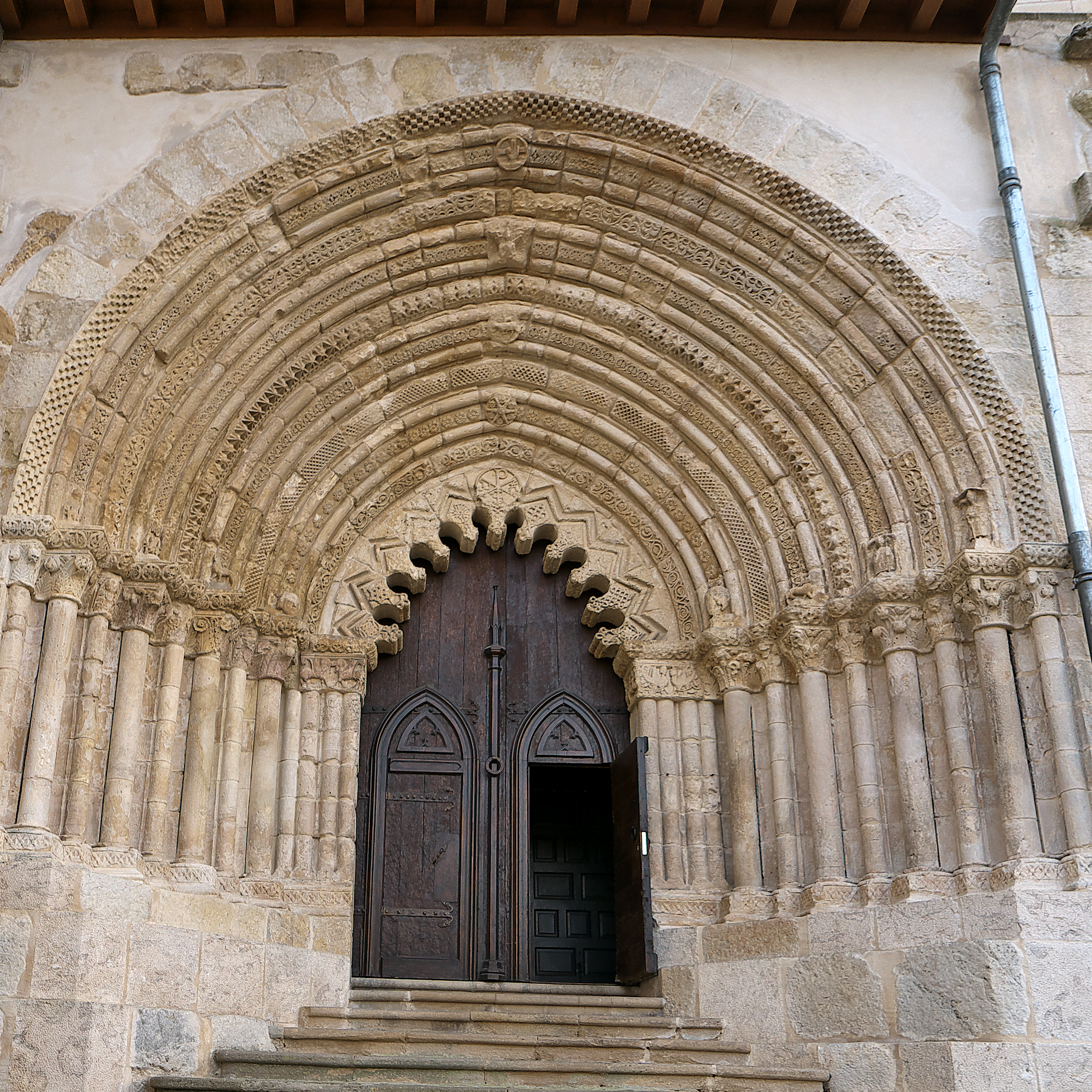
Grande portale maggiore

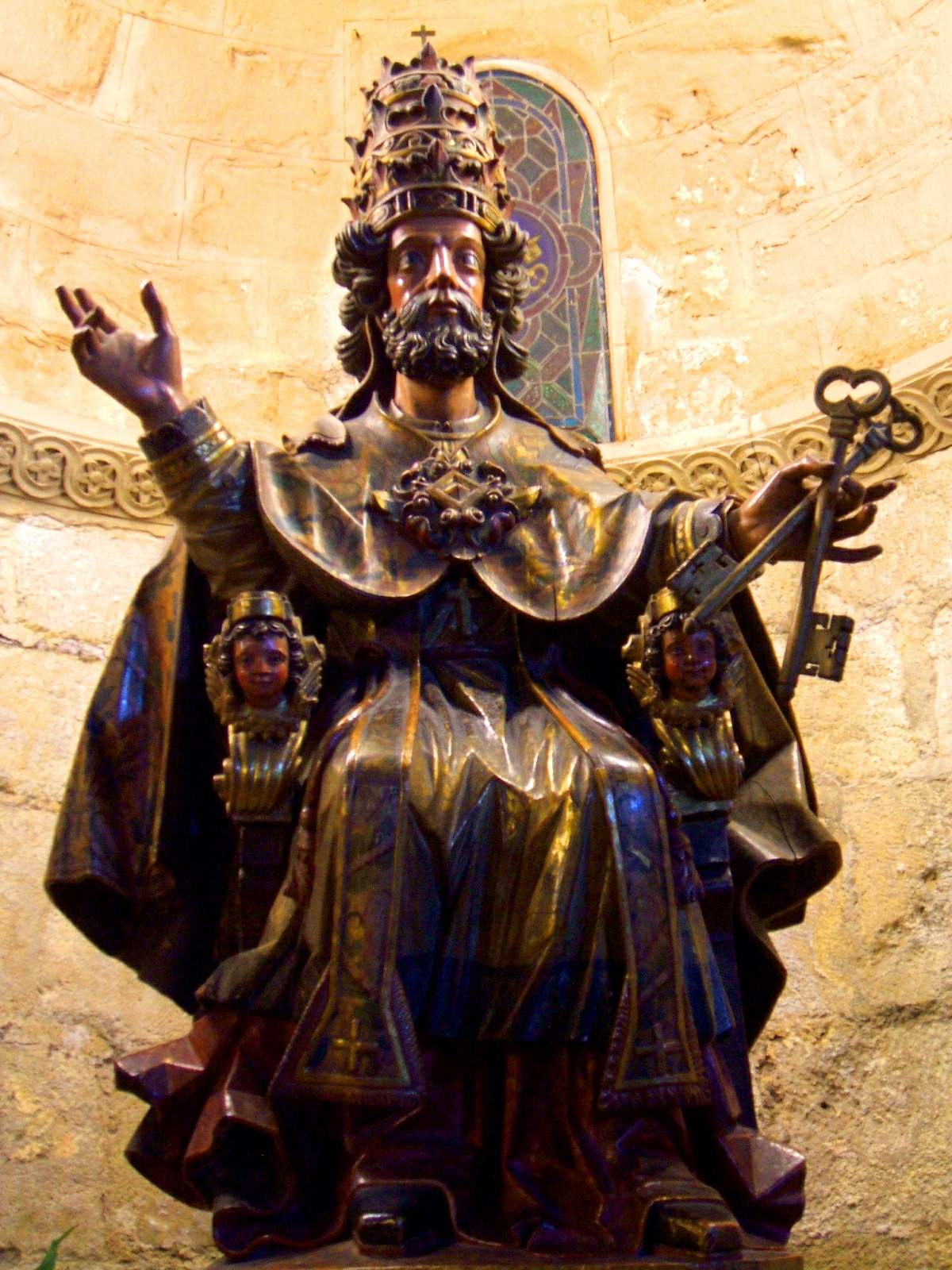
Statua raffigurante il titolare, l'apostolo San Pietro

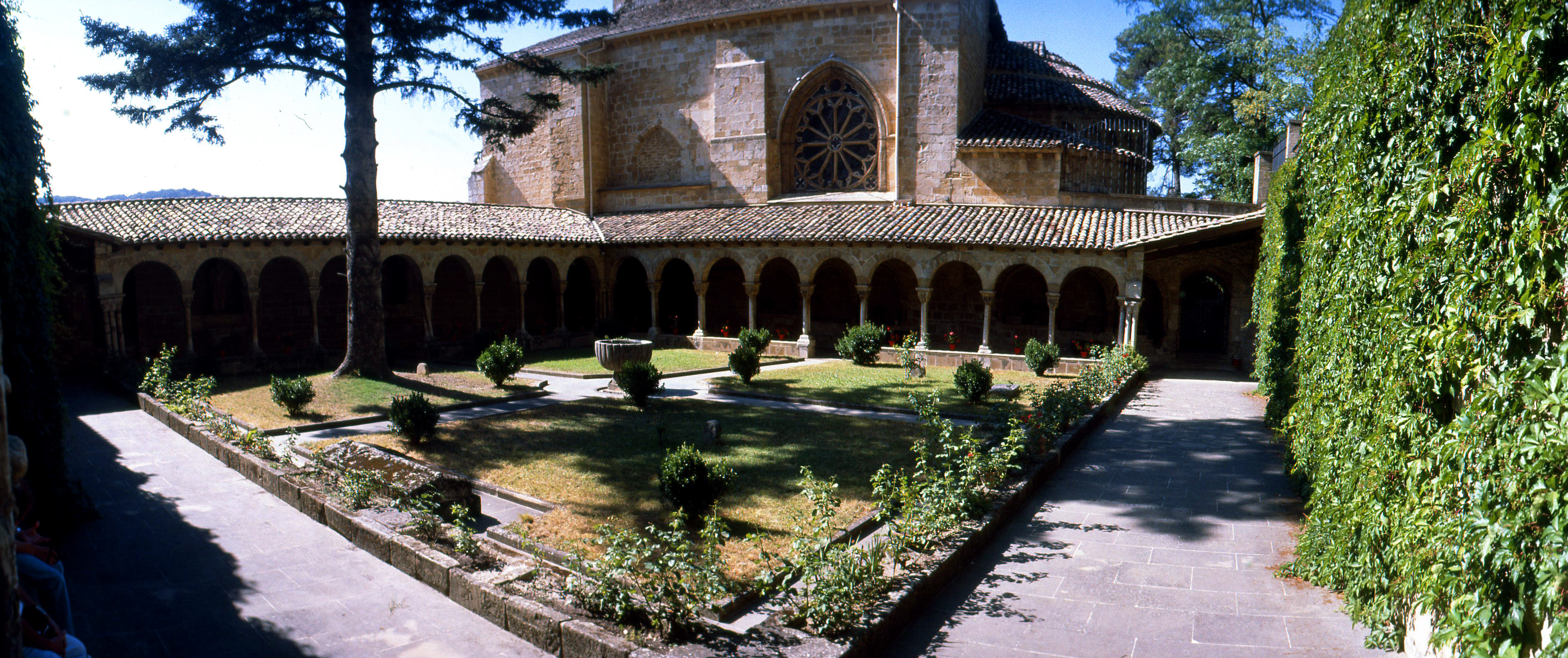
Chiostro

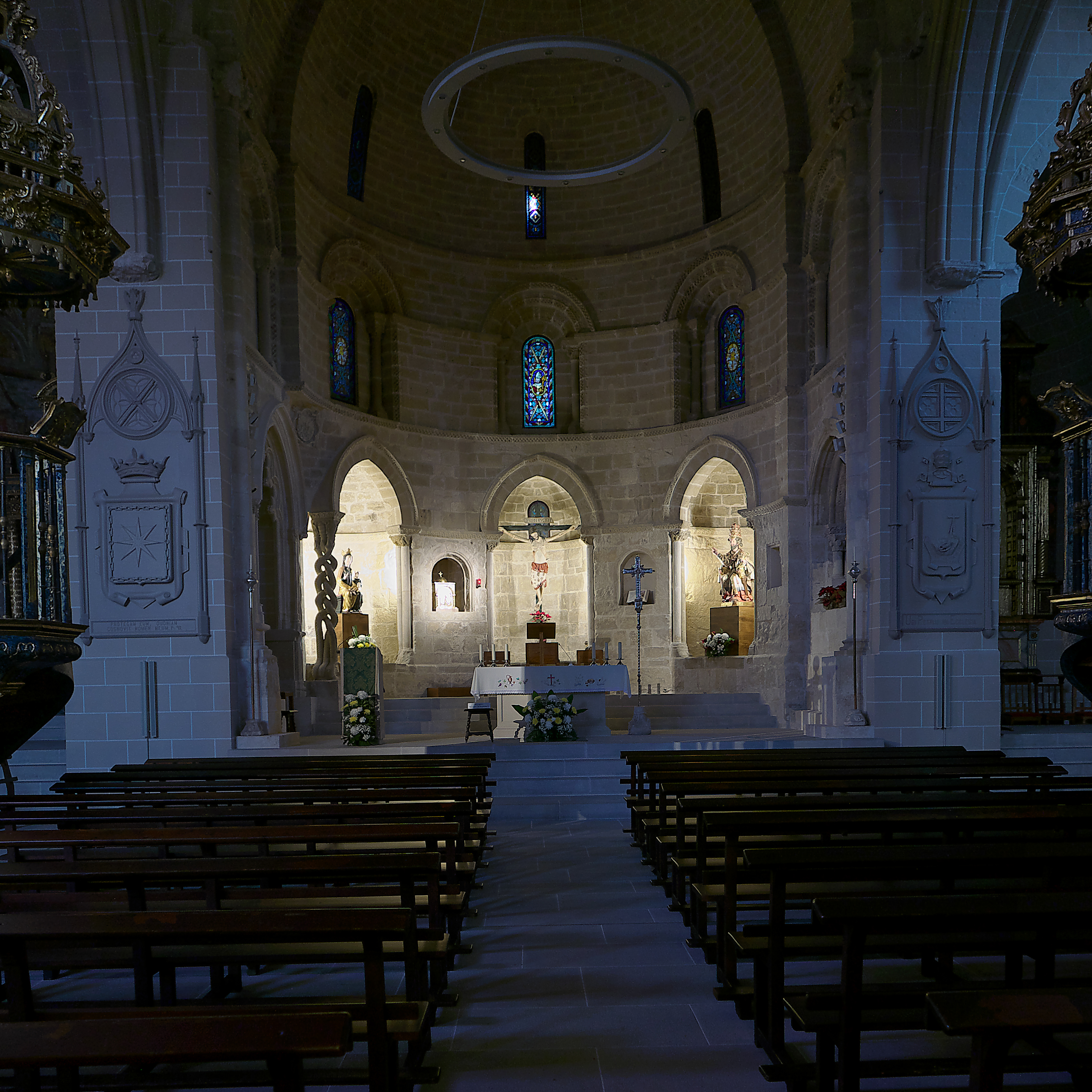
Interno

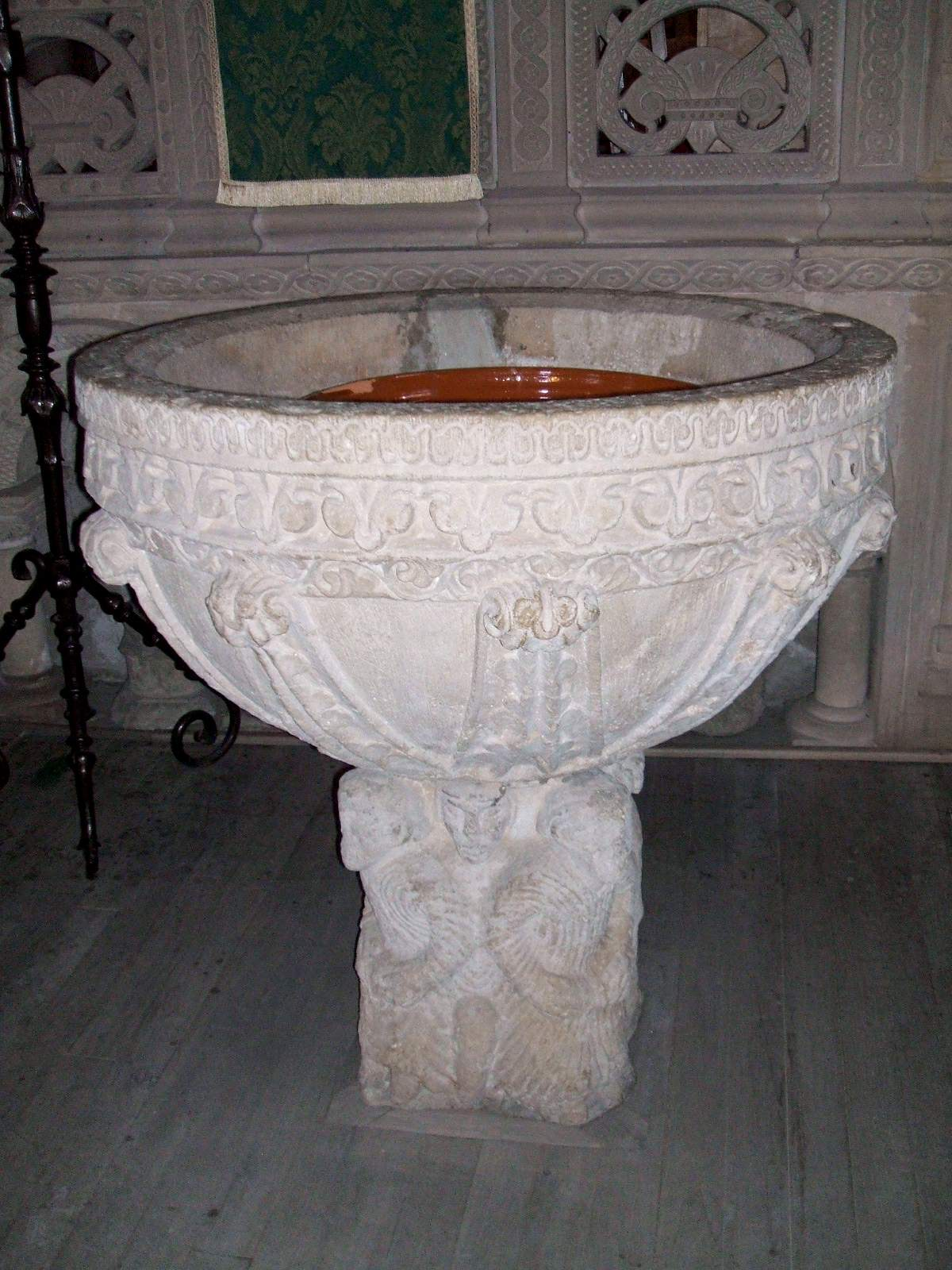
Fonte battesimale

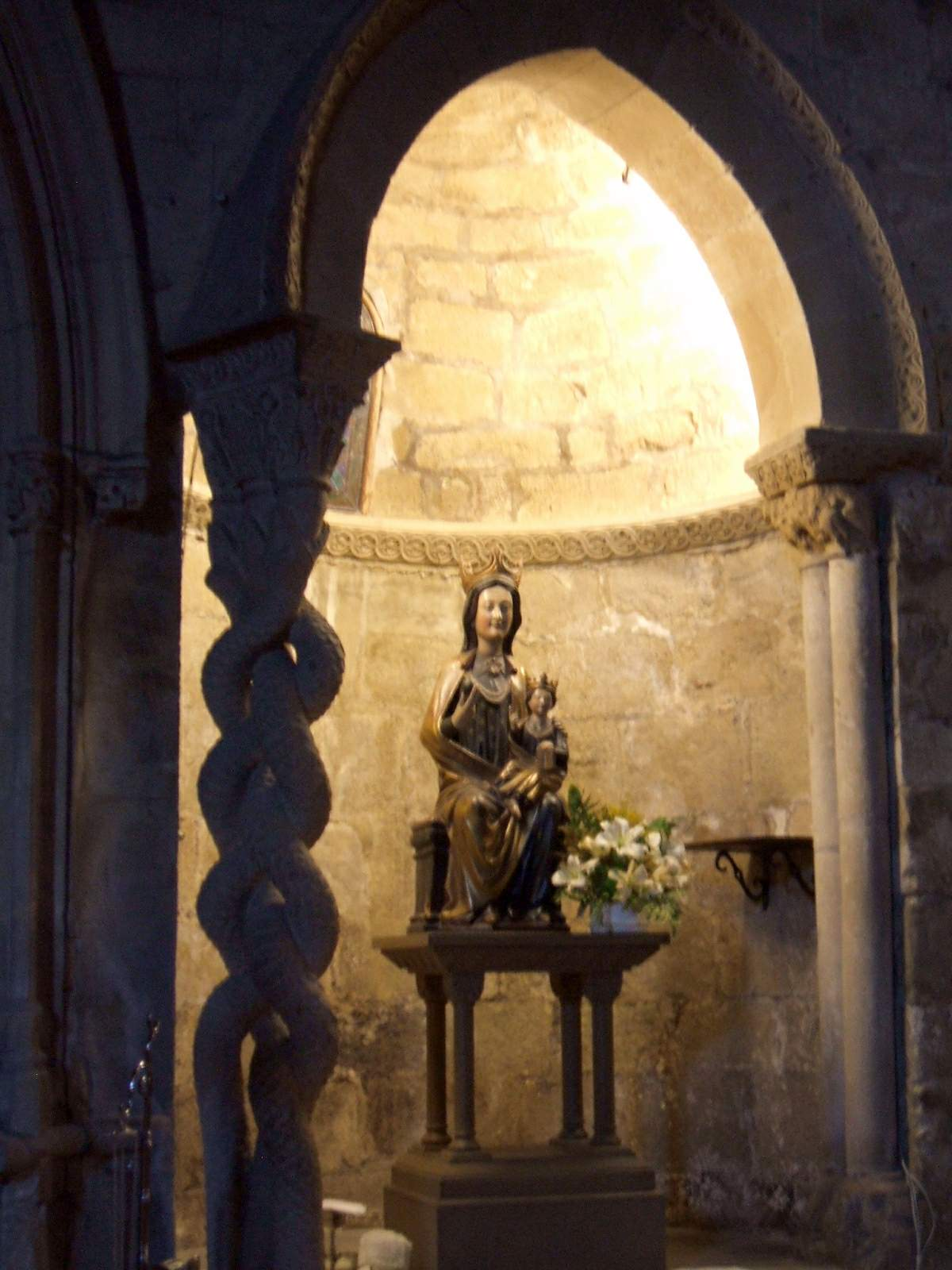
Cappella con la colonna di sinistra a forma di tre serpenti che si intrecciano

La chiesa è la più antica di Estella essendo stata edificata nel XII secolo, al tempo del re di Navarra Sancho VII, detto il forte. Un secolo dopo venne ampliata con la costruzione di due navate laterali alla principale.

## Descrizione

### Esterni
La chiesa si trova in posizione elevata in calle San Nicolas, parte meridionale di Estella, ed è caratterizzata dalla grande torre che si affianca alla destra dell'accesso principale. La facciata è arricchita dal grande portale di aspetto insolito, realizzato secondo lo stile romanico, che conserva decorazioni anche di influenza araba ed è caratterizzato dall'aspetto strombato con arco a sesto leggermente acuto suddiviso in nove cornici concentriche ognuna con una coppia di colonne e relativi capitelli a parte quella centrale che è sorretta da una doppia serie di quattro colonne di diametro minore delle altre. Il chiostro della chiesa mostra una pianta quadrata e se ne conservano due gallerie. Le sue colonne hanno capitelli riccamente scolpiti con scene raffiguranti vite di santi, di Gesù e anche con motivi naturalistici.

### Interni
La parte dell'abside è l'unica risalente al momento della sua costruzione. La sala è di grandi dimensioni a tre navate. Di particolare interesse è la cappella dedicata a Sant'Andrea caratterizzata dalla pala barocca. Nell'aula si conservano l'importante coro ligneo anch'esso barocco  e il fonte battesimale. Risulta particolare, nella parte sinistra della sala accanto al presbiterio, la cappella con la colonna di sinistra a forma di tre serpenti che si intrecciano.